# Альба (Брестская область)
Альба (белор. Альба) — деревня в Ивацевичском районе Брестской области Белоруссии. Входит в состав Квасевичского сельсовета. Население — 45 человек (2019).

## География
Деревня находится в 2 км к западу от центра сельсовета, агрогородка Квасевичи, и в 8 км к западу от города Коссово. С запада к деревне непосредственно примыкает деревня Иодчики, неподалёку проходит граница с Пружанским районом. Деревня стоит близ глобального водораздела Чёрного и Балтийского морей, рядом с деревней берёт начало небольшая река Федоска, приток Жегулянки, которая, в свою очередь, впадает в Ясельду (бассейн Днепра), а к северу от деревни берёт начало река Поплава, приток Ружанки (бассейн Немана). Через Альбу проходит автодорога Р44 (Гродно — Ивацевичи), от неё здесь ответвляется местная дорога на село Милейки.

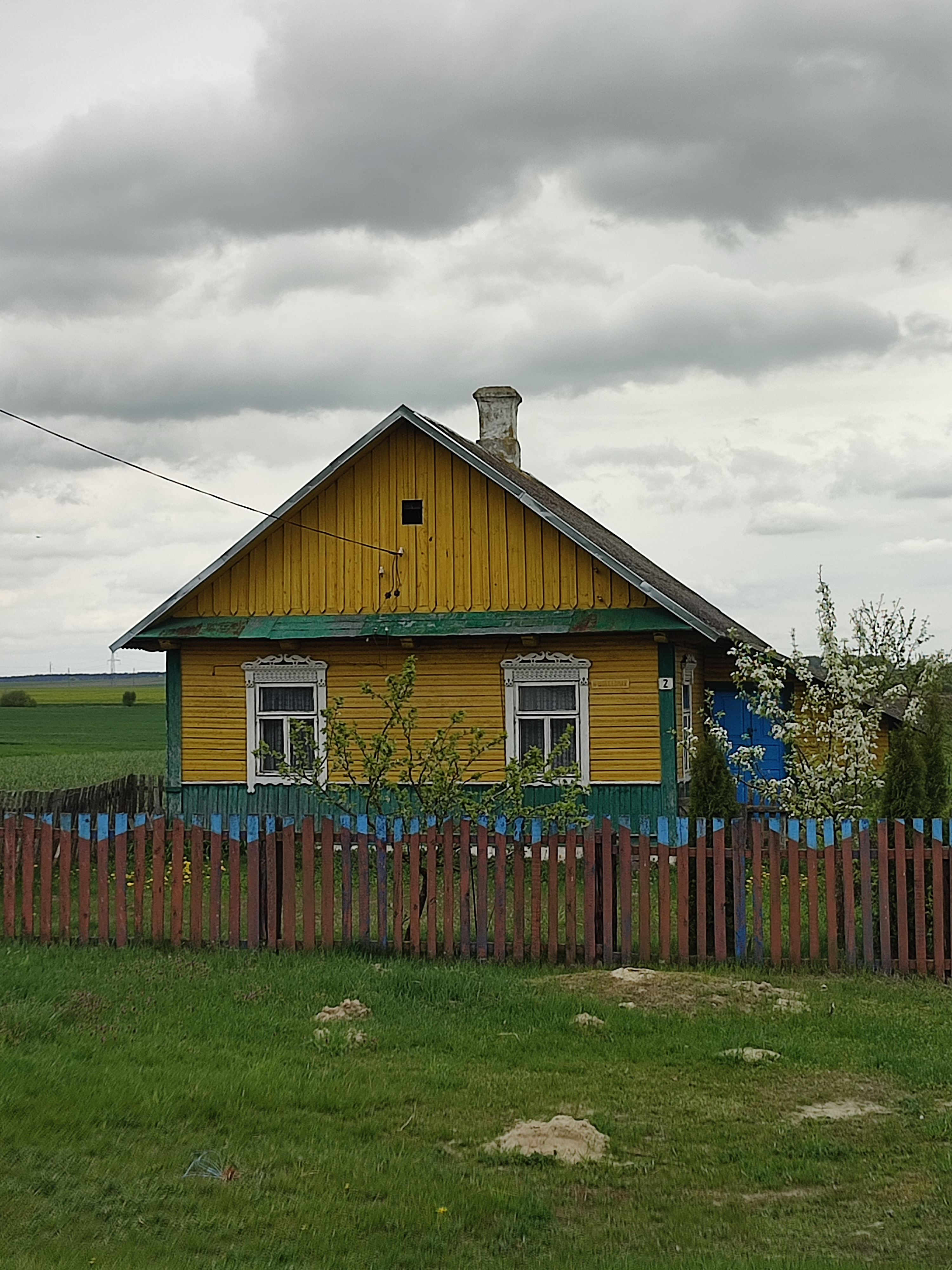
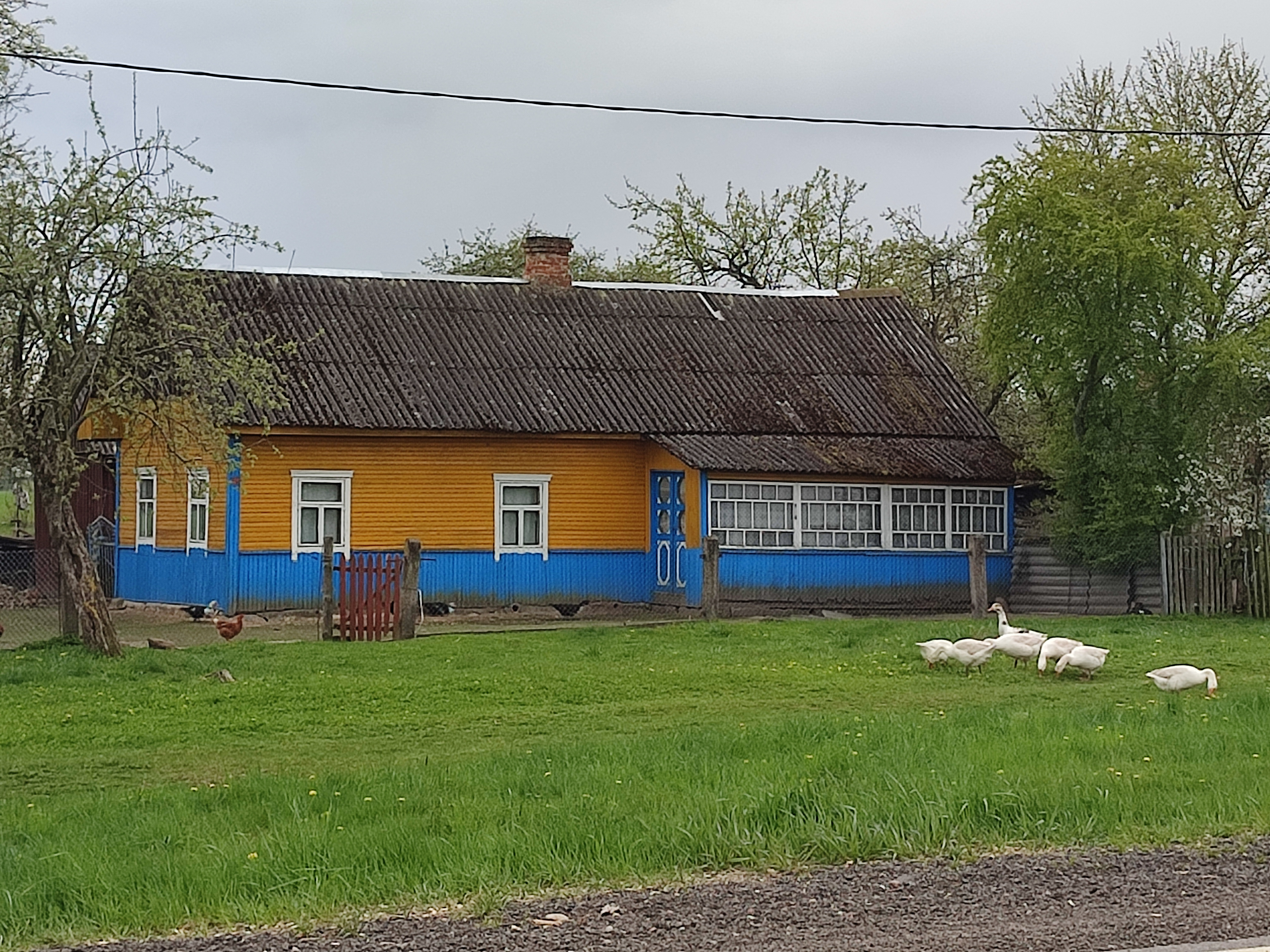
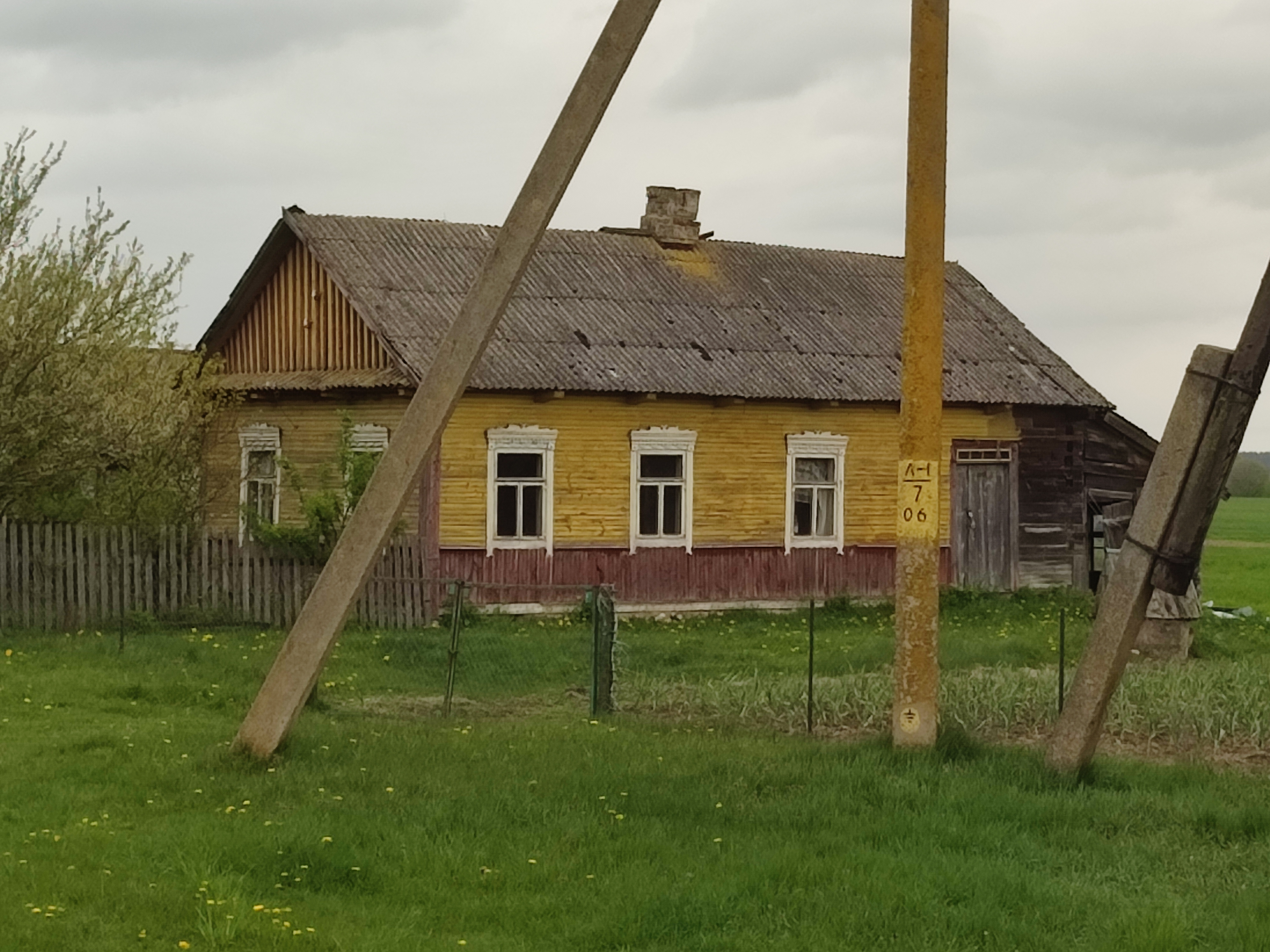
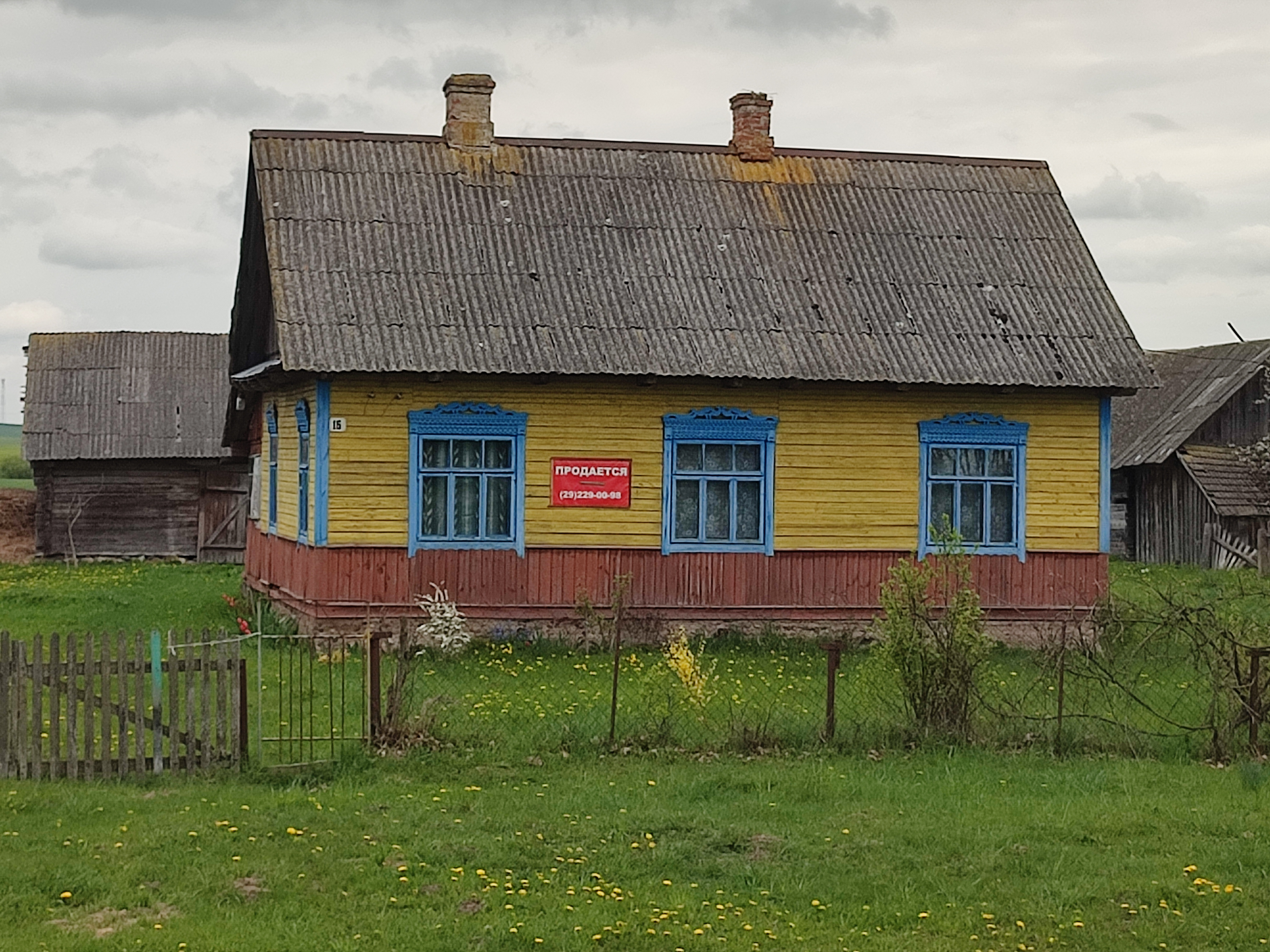

## История
Известна с XVI века. В деревне сохранилась действующая деревянная церковь Георгия Победоносца 1790 года, памятник деревянного зодчества. Церковь включена в Государственный список историко-культурных ценностей Республики Беларусь.

## Население
В деревне насчитывается около 50 домов. В 2019 году — 45 человек.